# Onychodactylus nipponoborealis
Onychodactylus nipponoborealis é uma espécie de anfíbio caudado da família Hynobiidae. Está presente no Japão. A UICN classificou-a como pouco preocupante.